# FAM62A
FAM62A‏ (Extended synaptotagmin 1) هوَ بروتين يُشَفر بواسطة جين FAM62A في الإنسان.